# Anders Nilsson (tonsättare)
Anders Nilsson, född 6 juli 1954 i Stockholm, är en svensk tonsättare.
Nilsson studerade musik privat 1970–71, genomgick gymnasieskolans musiklinje 1971–73, Birkagårdens folkhögskolas musiklinje 1973–75 samt studerade komposition vid Musikhögskolan i Stockholm för professor Gunnar Bucht m.fl. 1979–83.
Nilsson var medlem i proggruppen Östan Sol, Västan Måne 1970–79 och verksam som teatermusiker och kompositör vid Stockholms stadsteater och Riksteatern 1975–77. Han debuterade som tonsättare med första delen av orkestertrilogin Trois Pièces pour grand orchestre i UNM i Köpenhamn 1981. Han har därefter komponerat orkester- och kammarmusik samt musikdramatik, däribland flera symfonier, ett flertal instrumentalkonserter, stråkkvartetter samt operan Klassresan till eget libretto. År 2007 hade operan Zarah, om Zarah Leander (libretto Claes Fellbom), premiär på Folkoperan. Operan gavs i 52 föreställningar och sågs av över 25 000 personer. År 2008 genomförde Kungliga Filharmonikerna en tonsättarweekend med hans musik. År 2013 samarbetade han med Charlotte Engelkes och Sophie Holgersson i operan Kira – i huset där jag bor.
Han har medverkat som artikelförfattare i bl.a. tidskriften Nutida Musik.
I november 2010 uruppfördes hans Requiem för baryton, kör och orkester. Verket gav honom våren 2011 Musikföreningens i Stockholm pris samt hösten 2011 Svenska musikförläggareföreningens pris.
Spelåret 2016–17 utsågs Anders Nilsson till Västerås Sinfoniettas tonsättarprofil.

## Priser och utmärkelser
- 2000 – Stora Christ Johnson-priset för Concerto Grosso nr 1 för saxofonkvartett och orkester
- 2011 – Musikföreningen i Stockholms pris samt Svenska musikförläggareföreningens pris Årets konstmusikaliska verk i kategorin Opera eller större orkesterverk för Requiem

## Verk

### Orkester
- Trois pièces pour soli, choeur, grand orchestre et bande magnetique (1980–83)
- Aurora för 11 solostråkar (1987)
- Cadenze per orchestra da camera (1989)
- Sinfonietta (1992)
- Aus Duino för mezzosopran, piano och kammarorkester (1994)
- Symfoni nr I (1996)
- Mind the Gap!, uvertyr (1997)
- Symfoni nr II Symfoniska danser: Genesis; A Lost Paradise; Apocalypse and Apotheosis (2000/2002)
- Jordens drömmar gröna för baryton och orkester till text av Torsten Pettersson (2006)
- Zarah-svit för orkester (2008)
- Requiem för baryton solo, kör och orkester (2009–10)
- Symfoni nr III – Orfeus & Eurydike (2015)
- Symfoni nr IV (2016)
- Symfoni nr V (2017)
- O solitudo silens (2019)
- Symfoni nr VI (2020)
- Piteå – ler och dansar (2021)

### Konserter
- Ariel för oboe, stråkar och tape (1985–86)
- Konsert för orgel och orkester (Sinfonia concertante) (1987–88)
- Concerto grosso nr I för saxofonkvartett och orkester (1995)
- Pianokonsert nr I (1997)
- Konsert för marimba och orkester (1998)
- Orbit (Concert grosso nr II) för 6 slagverkare och stråkorkester (2002)
- Violinkonsert (2011)
- Kontrabaskonsert – Lost Birds (2018)
- Cellokonsert (2019)

### Operor
- Klassresan, opera i en akt till eget libretto (2002–03)
- ZARAH, opera i två akter med libretto av Claes Fellbom (2004–06)
- Kira – i huset där jag bor med libretto av Charlotte Engelkes och Sophie Holgersson (2012–13)

### Kammarmusik/ensemble
- Reflections, tre sånger för sopran och kammarensemble (1982)
- Divertimento för kammarensemble (1991)
- Krasch! för saxofonkvartett, 6 slagverkare och band (1993)
- Pianotrio för violin, cello och piano (1998)
- The Angel, kvartett för violin, klarinett, cello och piano (1999)
- The Dance of the Angel för violin, klarinett och piano (arrangemang av tredje satsen i "The Angel") (1999/08)
- Serenade, kammarkonsert för cello och blåsarkvintett (2000)
- Stråkkvartett I (2001)
- Ballade för engelskt horn och piano (2004)
- Lamento för orgel, flöjt och cello (2004)
- Stråkkvartett II (2004)
- Phonetasy för saxofonkvartett (2008)
- Fanfares för brasskvintett och brassensemble (2009)
- Sonat för violin och piano (2009)
- Cellofantasie för solovioloncell (2010)
- Miniatures för violin, gitarr, klarinett, cello och piano (2014)
- Höst för stråksextett (2004)
- Ballade, version för altflöjt och piano (2017)
- Stråkoktett (2018)
- Miniatures, version för vibrafon, violin, klarinett, cello och piano (2019)

### Vokalmusik
- Reflections, tre sånger för sopran och kammarensemble (1982)
- Aria för sopran och orgel (1985/86)
- Elegische Fragmente, en solo-kantat för mezzosopran, piano och live-elektronics/tape (1991)
- Aus Duino för mezzosopran, piano och kammarorkester (1994)
- Jordens drömmar gröna för baryton och orkester till text av Torsten Pettersson (2006)
- Requiem för baryton, kör (SATB) och orkester (2009–10)

### Körmusik
- Lux aeterna för blandad kör, sopransax och orgel (1994)
- Urworte, Orphisch för blandad kör till text av Goethe (2009)
- Requiem för baryton, kör (SATB) och orkester (2009–10)
- Laudate Dominum för kör (SATB) och orgel (2018)

### Slagverk
- Krasch! för saxofonkvartett, 6 slagverkare och band (1993)
- Rounds för marimba och 6 slagverkare (1996)
- Orbit (Concert grosso nr II) för 6 slagverkare och stråkorkester (2002)

### Piano
- Résonance (1984)
- Les cloches de la nuit, preludium (1987)
- Fem orkestrala stycken för piano (1990)
- Chaconne (2014)

### Orgel
- Mountains (La cathedrale du mont) (1984)
- Wedding-Music & Appendix: Air (1989)
- Partita (1992)
- Fanfare & Intrada (1996)
- Lamento för orgel, flöjt och cello (2004)

### Gitarr
- Spegeln / Le miroir (1980)
- Miniatures för gitarr, violin, klarinett, cello och piano (2014)

### Elektroakustisk musik
- Stonehenge (1982)